# Psylla heterobetulaefoliae
Psylla heterobetulaefoliae är en insektsart som beskrevs av Yang och Li 1981. Psylla heterobetulaefoliae ingår i släktet Psylla och familjen rundbladloppor. Inga underarter finns listade i Catalogue of Life.